# Halsskov-Knudshoved
Halsskov-Knudshoved var en bilfærgerute over Storebælt mellem Halsskov på Sjælland og Knudshoved på Fyn.
Ruten blev indviet 28. maj 1957. Samtidig åbnede to nyanlagte motorveje, der forbandt de nye færgelejer med hovedlandevejen, hhv. mellem  Halsskov og Vemmelev (9,8 km) og mellem Knudshoved og Hjulby (5,4 km).
Før rutens etablering blev biler fragtet over med jernbanefærgerne på ruten Korsør-Nyborg, men kapaciten var blevet for lille, og især om sommeren var der lange køer.
Den sidste færge på ruten sejlede 14. juni 1998, hvor den faste vejforbindelse over Storebælt blev indviet.
Ruten blev oprindeligt drevet af DSB. I 1995 blev færgedriften udskilt i et selvstændigt selskab, DSB rederi A/S, og i 1997 ændredes navnet på rederiet til Scandlines.